# Dhimitër Orgocka
Dhimitër Orgocka (Korça, 1936. október 24. – Korça, 2021. január 1.) albán színész és színházi rendező.

## Élete
A Tiranai Egyetemen szerzett diplomát. A diploma megszerzése után rögtön a korçai Andon Zako Çajupi Színházban kezdett el dolgozni rendezőként, ahol körülbelül száz színdarabot rendezett pályafutása során. Rendezései Fier, Elbasan, Pristina és Szkopje színházaiban is bemutatásra kerültek. Színészként több mint 80 szerepet alakított.

## Díjai
- Albán Nép Művésze

## Filmjei
- Horizonte të hapura (1968)
- Yjet e netëve të gjata (1972)
- Flamur në dallgë (1977, tv-film)
- Gjeneral gramafoni (1978)
- Pas gjurmëve (1978)
- Asgjë nuk harrohet (1985)
- Dasem e çuditëshme (1986)
- Pësëri Pranverë (1987)
- Njerëz në rrymë (1989)